# Gewog di Dophoogchen
Il gewog di Dophoogchen è uno dei quindici raggruppamenti di villaggi del distretto di Samtse, nella regione Occidentale, in Bhutan.